# Marché économique
 (janvier 2024).
 L' Economy Market (parfois l' Economy Market Building ) est un bâtiment situé au Pike Place Market de Seattle, dans l'État américain de Washington.
Anciennement connue sous le nom de Bartell Building, la structure a été achevée en 1900. Le bâtiment servait à l'origine d'écuries pour les chevaux des fermiers. Le bâtiment tire son nom moderne de sa fonction historique de section discount ou journalière du marché.
Les entreprises opérant dans le bâtiment comprennent la Daily Dozen Donut Company  et Tenzing Momo.

## Les références
« HistoryLink Tours — Economy Market », sur historylink.tours, 24 octobre 2022« The Province 26 Aug 1997, page 55 »« The Gazette 16 Aug 1997, page 90 »